# Politeia
Politeía, politeia o polīteíā (πολῑτείᾱ), talvolta adattato in politia o polizia, è un termine proveniente dal greco antico che generalmente viene tradotto in italiano con «costituzione», ma che ha in realtà un significato ben più ampio e complesso: un'unica parola che ricomprende i concetti di forma di stato e forma di governo, intese come forme di distribuzione del potere e modalità di accesso alle cariche politiche.
Per i greci, esso indica al tempo stesso il regime politico, il corpo civico e il diritto di cittadinanza, nozioni strettamente interconnesse: cittadino (polítēs, πολῑ́της) è colui che partecipa alla politeía (come osserva Aristotele nella Politica), «il cittadino in senso assoluto non è definito da altro che dalla partecipazione alle funzioni di governo e alle cariche pubbliche»; il tipo di ordinamento politico si definisce in rapporto al numero e alla qualità di coloro che sono cittadini di pieno diritto; il nome dello stato coincide con quello dei cittadini (hoi Athēnaîoi indica lo stato ateniese).
Con il passare degli anni la politeía assunse, all'interno della pólis, una sempre maggiore importanza: nel IV secolo a.C. Isocrate la definì «anima della città» (psūkhḗ póleōs, ψῡχή πόλεως), che ha nei confronti dei cittadini «la stessa forza che ha l'intelletto sul corpo. Governa su tutto, preserva i beni, evita gli insuccessi: da essa dipende tutto ciò che accade nella città» (Panatenaico, 138).
La sovrapponibilità di queste tre nozioni perdura in epoca arcaica e classica anche in situazioni molto diverse; mentre nelle democrazie il corpo politico è esteso e non vi sono limitazioni all'esercizio dei diritti politici più elementari, nelle oligarchie il corpo civico è limitato, in genere in base a criteri censitari; l'originario principio aristocratico fa invece riferimento alla nascita o all'attività esercitata: a quest'ultimo sistema di valori può essere riferita la distinzione di Aristotele tra i cittadini «completi» e coloro che, essendo pur sempre cittadini, non possiedono la polītikḗ aretḗ (πολῑτική ἀρετή), ossia i lavoratori manuali, come gli artigiani o operai, detti bánausoi (βάναυσοι), e i teti (θῆτες).
Il diritto di cittadinanza si acquisisce, per nascita, al raggiungimento della maggiore età; ad Atene, dal 451 a.C., in base a una legge di Pericle, viene considerato cittadino ateniese (iscritto nella fratria a 3 anni e nel registro del demo a 18) soltanto chi abbia entrambi i genitori ateniesi; se uno dei genitori non è ateniese, il figlio viene annoverato tra i meteci. La cittadinanza può essere acquisita anche per naturalizzazione (gli ateniesi l'accordavano piuttosto a gruppi che alle singole persone, come nel caso dei plateesi rifugiatisi ad Atene nel 427 a.C.); altri fattori che concorrono a definire la cittadinanza sono il sesso e la condizione di liberi: le donne e gli schiavi sono esclusi da tale diritto.
A Sparta il diritto di cittadinanza spettava ai soli spartiati, anche se esistevano categorie, come i neodamodi e gli hypomeíones, che si avvicinavano alla posizione giuridica dei cittadini. Le nozioni di cittadinanza, corpo civico e ordinamento politico giungono a confondersi nella riflessione dei teorici del secolo IV a.C., quando, in concomitanza con il declino della pólis e la crisi del rapporto tra «pubblico» e «privato», la politeía diviene oggetto di analisi e riflessione teorica mentre si diffonde la sfiducia nella partecipazione diretta alla vita della comunità politica. Platone (nella Repubblica, titolo originale Politeía) costruisce a partire dal proprio modello di stato ideale una tipologia di forme di governo intese come evoluzioni e degenerazioni di esso, a cominciare dall'aristocrazia sino agli estremi costituiti dalla democrazia e dalla tirannide; tali degenerazioni implicano l'arbitrio di individui, o gruppi, o classi rispetto allo stato.
In Aristotele la teorizzazione delle varie forme di governo, a partire dall'analisi dei meccanismi di funzionamento di molte città storicamente esistenti, è posta in relazione al fine dello stato (ossia la pólis, realizzazione più compiuta e perfetta di ogni comunità umana), che non è per lui la realizzazione del Bene assoluto bensì l'assicurazione delle condizioni che permettano il «vivere bene» (Politica); politeía diviene sinonimo di forma retta di governo, in cui governa la maggioranza ma sono sovrane le leggi.